# Ozombu Zovindimba
Der Ozombu Zovindimba ist eine archäologische Fundstätte im Wahlkreis Otjinene in der Region Omaheke in Namibia. Er ist seit dem 1. September 2011 ein Nationales Denkmal Namibias.
Es handelt sich um einen von Menschenhand geschaffenen Sandhügel, der vermutlich der Schutztruppe als Militärposten während des Aufstand der Herero und Nama diente. Hier soll Generalleutnant Lothar von Trotha am 12. Januar 1904 den Vernichtungsbefehl gegeben haben.